# Anuptofobia
La anuptofobia o anuptafobia es un miedo o temor irracional a quedarse en soltería por el resto de la vida de un ser humano.
Este tipo de fobia puede darse tanto en hombres como en mujeres, siendo mucho más común en estas últimas por presiones sociales

## Etimología
Proviene del prefijo de negación griego ἀ- a-, del sustantivo latino nuptus ‘matrimonio’, el griego φόβος fobos ‘miedo’ y el sufijo -ia formador de sustantivos abstractos femeninos.

## Causas
Entre las causas principales de esta fobia se pueden encontrar:
- Perfeccionismo.
- Timidez amorosa (este caso es mucho más común en hombres jóvenes).
- Prejuicios:
  - Homofobia.
- Temor a que por la menopausia ya no pueda tener hijos.
- Codependencia.[3]

## Características
Estas personas suelen poseer inestabilidad emocional, pudiendo llegar a ser posesivos y celosos. Son proclives a la falta de compromiso, dado que tienen temor a no conseguir la pareja adecuada. Tal es su dependencia que pueden incluso llegar a soportar situaciones de maltrato psicológico (y ocasionalmente físico). Por lo general suelen ser personas mayores de 30 años de edad.